# Orthoúni
Orthoúni, en grec moderne : Ορθούνι, est un village du dème de Plataniás, en Crète, en Grèce. Selon le recensement de 2011, la population d'Orthoúni compte 74 habitants. Le village est situé à une altitude de 360 m et à une distance de 24 km de La Canée.

## Recensements de la population
| Recensements | 1900 | 1920 | 1928 | 1940 | 1951 | 1961 | 1971 | 1981 | 1991 | 2001 | 2011 |
| ------------ | ---- | ---- | ---- | ---- | ---- | ---- | ---- | ---- | ---- | ---- | ---- |
| Population   | 277  | 269  | 306  | 325  | 271  | 221  | 197  | 175  | -    | 131  | 74   |